# Файбисович, Семён Натанович
Семён Ната́нович Файбисо́вич (10 февраля 1949, Москва) — российский художник.

## Биография
Родился 10 февраля 1949 года в Москве, в семье офицера. С 1959 года учился в Краснопресненской художественной школе. С 1966 по 1972 год учился в Московском архитектурном институте. После его окончания работу в проектных организациях совмещал с занятиями графикой, а затем живописью (с конца 70-х). С 1979 по 1988 гг. работал на комбинате монументально-декоративного искусства. С 1977 года начал выставлять работы в подвалах на Малой Грузинской, где осенью 1985-го они были замечены нью-йоркскими дилерами и коллекционерами. С 1987 года картины начали широко выставляться в США, затем в Западной Европе и СССР (России).
Жил и работал в Москве. С 2016 года живет в Израиле .

## Взгляды
В феврале 2013 года записал для проекта «Против гомофобии» видеообращение в поддержку ЛГБТ-сообщества, в котором выступил против закона о запрете так называемой «пропаганды гомосексуализма».

## Персональные выставки
- 2020 — «Семен Файбисович. Новый мир». Галерея «ГУМ-Red-Line». Москва, Россия
- 2019 — «Семен Файбисович. Ретроспектива». Новая Третьяковка. Москва, Россия
- 2017 — «Москва Моя». Музей Москвы. Москва, Россия
- 2017 — «Остаточное зрение». VLADEY Space. Москва, Россия
- 2014 — «Мой двор». Галерея «Риджина». Москва, Россия
- 2011 — «Три в одном». Галерея «Риджина», «Красный Октябрь», Шоколадный Цех, Москва.
- 2010 — «Очевидность», Московский музей современного искусства, Москва.
- 2009 — «Разгуляй». Галерея Ikon, Бирмингем, Великобритания.
- 2008 — «Comeback». Галерея «Риджина», Москва.
- 2003 — «Львов глазами Москаля». Москва-Киев-Львов.
- 2002 — «Pro Зрение». II международный фестиваль фотографии, Проект «Земля и небо», Нижний Новгород.
- 2001 — «Возвращенные ценности». Галерея «Риджина», Москва.
- 2001 — «Всему своё время, всему своё место…». Музей и общественный центр А. Д. Сахарова,. Москва.
- 2001 — «Мои окна». Московский дом фотографии. Москва.
- 2001 — «Узел под соснами. Двойной сеанс». ТV галерея. Москва.
- 2000 — «Каждый охотник желает знать…». XL галерея. Москва.
- 2000 — «Живые и мертвые» (Воспоминание о лете). Галерея Марата Гельмана, Москва.
- 1999 — «Наш пух». Зверевский центр современного искусства, Москва.
- 1997 — «Холодок бежит за ворот». L-галерея, Москва.
- 1995 — «Прощальный юбилей» (совм. с Б. Орловым). Галерея «Риджина», Москва.
- 1994 — «Хроника текущих событий». Якут галерея, Москва.
- 1993 — «Очевидность». Галерея «Риджина», Москва.
- 1992 — «Последняя демонстрация». Галерея «Риджина», Москва.
- 1991 — Galerie Inge Baecker. Кёльн, Германия.
- 1990 — Phyllis Kind Gallery. Нью-Йорк, США.
- 1990 — Первая Галерея, Москва.
- 1989 — Phyllis Kind Gallery. Чикаго, США.
- 1988 — Phyllis Kind Gallery. Нью-Йорк, США.

## Групповые выставки (избранное)
- 2019 — ГУМ-RED-LINE.  выставка современного искусства в ГУМе на Красной площади. Москва, Россия
- 2016 — Борщ и шампанское. Избранные произведения из коллекции Владимира Овчаренко. Московский музей современного искусства. Москва, Россия
- 2015 — Зазеркалье: Гиперреализм в Советском Союзе. Zimmerli Art Museum at Rutgers University. Нью-Брансуик, США
- 2014 — Реконструкция II. Фонд Екатерина. Москва, Россия
- 2013 — Команда, без которой мне не жить. Галерея РИДЖИНА, Москва
- 2013 — Metropolis: ReflectionsontheModernCity. Birmingham Museum and Art Gallery. Бирмингем, Великобритания
- 2013 — Moscow & Muscovites. Almine Rech Gallery. Париж, Франция
- 2012 — Русское современное искусство сегодня – выбор Премии Кандинского (Куратор – Андрей Ерофеев). Arts Santa Monica. Барселона, Испания
- 2011 — Russian Turbulence (curated by Etienne Macret). Charles Riva Collection. Брюссель, Бельгия
- 2011 — Заложники пустоты. Государственная Третьяковская галерея. Москва, Россия
- 2010  — Предельно/Конкретно. КГАУ «Музей современного искусства» PERMM. Пермь, Россия
- 2010 — Negotiation- Today’s Documents 2010. Today Art Museum. Пекин, Китай
- 2008 — Next of Russia. Сеул, Южная Корея
- 2007 — Движение. Эволюция. Искусство. Фонд культуры «Екатерина». Москва, Россия
- 2006 — Художники против государства/Возвращаясь в перестройку. Галерея Рона Фельдмана. Нью-Йорк, США
- 2005 — The Russian vision of Europe. Europalia. Брюссель, Бельгия
- 2004 — Москва-Berlin/Берлин-Moskau. 1950–2000. Искусство. Современный взгляд. Государственный исторический музей. Москва, Россия
- 2004  — Nostalgic Conceptualization: Russian Version. Schimmel Center for the Arts, Pace University. Нью-Йорк, США
- 2003 — Semyon Fajbisowitsch, Allen Jones, Timur Novikov, Robert Rauschenberg, Andy Warhol. Bleibtreu-Galerie. Берлин, Германия
- 2003 — Berlin-Moskau 1950–2000. Мартин-Гропиус-Бау. Сентябрь 2003 – январь 2004. Берлин, Германия
- 2003 — Новый отсчет: Цифровая Россия вместе с Sony. Московский дом художника. Москва,  Россия
- 2002 — Актуальная русская живопись. «Новый Манеж». Москва, Россия
- 2002 — Pro Зрение. II Международный фестиваль фотографии. Нижний Новгород, Россия
- 2001 — Русские художники – Энди Уорхолу (в рамках фестиваля «Неделя Уорхола в Москве»). Выставка Галереи Марата Гельмана. Москва, Россия
- 2000 — Искусство XX века. Новая постоянная экспозиция Государственной Третьяковской галереи. Москва, Россия
- 2000 — Сериалы. ГЦСИ, Манеж. Москва, Россия
- 1999 — Музей современного искусства. Русское искусство конца 50-х – начала 80-х. Проект А. Ерофеева. ЦДХ. Москва, Россия
- 1999 — Act 99. Австрия – Москва. Музей г. Вельс – Манеж. Москва, Россия
- 1999 — Послевоенный русский авангард. Собрание Юрия Трайсмана. Государственный Русский музей. Санкт-Петербург,
- 1999 — Россия – Государственная Третьяковская галерея. Москва, Россия – Музей Университета Майами. Майами, США
- 1997 — История в лицах. Передвижная выставка по городам российской провинции. Институт «Открытое общество», Государственный музей-заповедник «Царицыно». Москва, Россия
- 1995 — Nonconformist Art from the Soviet Union. Zimmerli Art Museum. Университет Ратгерс. Нью-Джерси, США
- 1994 — Before Neo and after Post – The New Russian Version. Lehman College Art Gallery, Бронкс, Нью-Йорк, США
- 1993–1994 — Old Symbols, New Icons in Russian Contemporary Art. Stewart Levi Gallery. Нью-Йорк, США
- 1993 — Монументы: трансформация для будущего. ICI. ИСИ. ЦДХ. Москва, Россия
- 1992 — A Mosca... A Mosca. Villa Campoletto. Эрколано. Galleria Comunale. Болонья, Италия
- 1992 — Glasnost Under Glass. Университет Огайо. Колумбус, США
- 1990 — Adaptation and Negation of Socialist Realism. The Aldrich Museum of Contemporary Art. Риджфилд, США
- 1990 — Painting in Moscow and Leningrad. 1965–1990. Columbus Museum of Art. Колумбус, США
- 1990 — Bulatov, Faibisovich, Gorokhovski, Kopystianskiye, Vassilyev. Phyllis Kind Gallery. Чикаго, США
- 1989 — Фото в живописи. «Первая Галерея». Москва, Россия
- 1989 — Behind the Ironic Curtain. Phyllis Kind Gallery. Нью-Йорк, США
- 1989 — Moscow-3. Eva Pol Gallery. Западный Берлин, ФРГ
- 1989 — Von der Revolution zur Perestroika. Sowietische Kunst aus der Sammlung Ludwig. Musee d’Art Modern. Сент-Этьен, Швейцария
- 1988 — Ich lebe – Ich sehe. Kunstmuseum. Берн, Швейцария
- 1988 — Glastnost. Kunsthalle in Emden. ФРГ
- 1988 — Beyond the Ironical Curtain. Galerie Inge Baecker. Кёльн, ФРГ
- 1988 — Лабиринт. Дворец молодежи. Москва, Россия
- 1987 — Direct from Moscow. Phyllis Kind Gallery. Нью-Йорк, США
- 1987 — Ретроспекция: 1957–1987. Т.О. «Эрмитаж». Москва, Россия
- 1976–1988  — Выставки Горкома графиков на Малой Грузинской. Москва, Россия

## Коллекции
- Государственная Третьяковская галерея, Москва.
- Ludwig Collection, Ахен, Германия.
- Музей современного искусства стран Восточной Европы (Ludwig Collection), Будапешт, Венгрия.
- The Jane Voorhees Zimmerli Art Museum, Нью-Брансуик, Нью-Джерси, США.
- Kunsthalle in Emden, Эмден, Германия.
- Музей современного искусства, Лодзь, Польша.
- Государственный Центр современного искусства, Москва
- Музей АРТ4, Москва, Россия.
- Московский музей современного искусства, Москва, Россия.
- Государственный литературный музей, Москва, Россия.
- Московский дом фотографии, Москва, Россия.

## Книги
- Русские новые и неновые. — М.: НЛО, 1999. — 288 с. — ISBN 5-86793-075-0.
- Вещи о которых не. — М.: ЭКСМО-ПРЕСС, 2002. — 448 с. — ISBN 5-04-088070-7.
- Невинность. — М.: ОГИ, 2002. — 248 с. — ISBN 5-94282-067-8.
- Рим. Разговор. — М.: Книжный клуб 36.6, 2005. — 320 с. — ISBN 5-9691-0028-5.

## Цитаты
- «Я точно знаю, кто мой зритель: человек с глазами. В отличие от очень многих художников принципиально обращаюсь только к тем, у кого есть глаза. Поскольку таких немного — у нас страна скорее вербальной, чем визуальной культуры, — понятно, что круг людей, которым интересно, что я делаю, не слишком широк. Зато легко вычисляем»[6] — Семён Файбисович, 2011.